# Michael Andersson (football)
Pour les articles homonymes, voir Michael Andersson (homonymie) et Andersson.
Michael Östen Andersson, né le 24 août 1959 à Brännkyrka, est un footballeur puis entraîneur suédois. Il évoluait au poste de milieu de terrain et remporte la Coupe UEFA 1986-1987.

## Biographie

### En club
Avec le club de l'IFK Göteborg, il remporte un titre de champion de Suède, et une Coupe de l'UEFA. Lors de la Coupe de l'UEFA, il inscrit un but lors de la demi-finale aller face au club du Swarovski Tirol, puis un autre lors de la demi-finale retour.
Avec cette même équipe, il joue cinq matchs en Coupe d'Europe des clubs champions.
Il dispute un total de 274 matchs en première division suédoise, inscrivant 54 buts dans ce championnat. Il réalise sa meilleure performance lors de l'année 1985, où il inscrit 8 buts.

### En équipe nationale
Michael Andersson reçoit huit sélections et inscrit un but en équipe de Suède entre 1979 et 1982.
Il reçoit sa première sélection en équipe nationale le 14 novembre 1979 contre la Malaisie et sa dernière le 13 novembre 1982 contre la Chypre.
Il participe avec la sélection suédoise aux Jeux olympiques de 1988 organisés en Corée du Sud. Lors du tournoi olympique, il joue quatre matchs et atteint le stade des quarts de finale, en étant éliminé par l'équipe d'Italie.

### Carrière d'entraîneur
Il dirige les joueurs de Djurgårdens IF lors de 1998 à 1999 puis ceux du Malmö FF de 2000 à 2001.

## Palmarès
- Vainqueur de la Coupe de l'UEFA en 1987 avec l'IFK Göteborg
- Champion de Suède en 1987 avec l'IFK Göteborg
- Vainqueur de la Division 1 Norra (2e division) en 1989 avec l'Hammarby IF
- Vainqueur de la Division 1 Östra (2e division) en 1991 avec l'Hammarby IF
- Finaliste de la Coupe de Suède en 1977 et 1983 avec l'Hammarby IF, en 1986 avec l'IFK Göteborg